# Chiesa di San Pietro degli Slavi
La chiesa di San Pietro degli Slavi è un edificio di culto situato a Faedis (UD), all'interno di Borgo San Pietro, sulla strada che porta a Canal di Grivò. L'appellativo degli Slavi si deve al fatto che fu fatta costruire dagli abitanti dei paesi delle montagne attorno a Faedis, che erano di origine slava.

## Storia
La costruzione originaria risale probabilmente alla fine del XIII secolo e fu consacrata da Pietro Giovanni, vescovo di Zara al principio del 1300. L'antichità della chiesetta è attestata da numerosi documenti trecenteschi riguardanti, in particolare, i lasciti effettuati da parte dei nobili del paese. La chiesa era circondata da un cimitero in cui venivano seppelliti i morti anche dei paesi vicini. La chiesa, soprattutto la facciata, vennero rifatte nel corso del XV secolo.

## Esterno
La facciata, sul colmo della quale è posta una monofora campanaria è divisa orizzontalmente da un cornicione in pietra leggermente aggettante. Nella parte superiore vi è inscritto un archivolto a tutto sesto. La porta è sormontata da una lunetta a sua volta coperta da un tettuccio a capanna, sicuramente aggiunto in epoca successiva.
Ai lati dell'entrata si aprono due finestre a tutto sesto. La particolare forma dell'edificio e le caratteristiche stilistiche fanno sì che la chiesa possa essere inserita tra le costruzioni realizzate dagli artisti slavi della scuola di Škofja Loka, caratterizzata dal gusto tardo gotico di ispirazione carinziana con influenze di gusto locale. Viene in particolare attribuita alla cerchia di Andrea di Lack o dei suoi aiutanti.

## Interno
Presenta un'aula rettangolare con soffitto in travi a vista, terminante con un'abside poligonale con volta decorata da una rete di costoloni sostenuti da peducci a forma di testa umana. Dove i costoloni si intersecano vi sono dei medaglioni con la figura della Madonna con Bambino, del Volto di Cristo, di San Pietro con le chiavi e la Figura del sole.
All'interno si conservava un altare ligneo di taglio rinascimentale, opera di Giovanni Martini e risalente al 1522, attualmente collocato per ragioni di sicurezza nella chiesa parrocchiale di Santa Maria Assunta. Nel ripiano superiore sono collocate le statue di Sant'Elena, di Santa Maria Maddalena, della Madonna con Bambino, mentre in quello inferiore vi sono le figure di San Pietro, di San Giovanni Battista e di San Giacomo.